# Вистонис
Вистони́с, Бистонское озеро (греч. Βιστωνίδα) — солоноватое озеро на севере Греции.
Вистонис — озеро площадью зеркала около 45 км², расположенное на границе периферийных единиц Ксанти и Родопи в периферии Восточной Македонии и Фракии. От Эгейского моря озеро отделено узкой полоской земли, на которой расположен рыбацкий посёлок Лагос.
Считается, что на этом месте был расположен древний город Вистонида, известный по древнегреческому мифу о Геракле и царе Диомеде.
С 890 года озеро принадлежит афонскому монастырю Ватопед. Право собственности на озеро с 1920-х годов оспаривает греческое государство.
Озеро Вистонида в 1996 году было объявлено заповедным. Его берега покрыты тростником (Phragmites) и гребенщиком (Tamarix). На озере гнездятся и обитают 227 видов птиц. Вокруг озера — влажные луга, встречаются солончаки.